# Râul Hausei
Râul Hausei este un curs de apă, afluent al râului Bârlad. 